# NGC 7498
NGC 7498 est une galaxie spirale située dans la constellation du Verseau. Sa vitesse par rapport au fond diffus cosmologique est de 7 649 ± 38 km/s, ce qui correspond à une distance de Hubble de 112,8 ± 7,9 Mpc (∼368 millions d'al). NGC 7498 a été découverte par l'astronome allemand Albert Marth en 1864.
Selon la base de données Simbad, NGC 7498 est une galaxie active de type Seyfert 2.